# Stadtraumservice Mannheim
Der Stadtraumservice Mannheim ist ein Eigenbetrieb der Stadt Mannheim. Das Unternehmen ist für die Abfallwirtschaft, Stadtreinigung und Winterdienst im Stadtgebiet, den städtischen Fuhrpark, Grünflächen, Stadtwald und Tiefbauaufgaben der Stadt zuständig.

## Geschichte
1968 wurde in Mannheim das Stadtreinigungs- und Fuhramt gebildet. Dieses verwaltete somit die Aufgaben Müllabfuhr, Stadtreinigungs- und Kraftfahrzeugwesen, Betreuung der öffentlichen Bedürfnisanstalten und öffentliche Waagen zum ersten Mal in der Geschichte der Stadt zentral. Nachdem 1972 die Abfallbeseitigungsgesetze des Bundes und des Landes Baden-Württemberg in Kraft traten, kam es zu einer wesentlichen Aufgabenerweiterung der Stadt. Nun war sie grundsätzlich verpflichtet, die auf ihrem Gebiet angefallenen Abfallstoffe zu beseitigen.
1986 legte das Bundesabfallgesetz fest, dass vor der Beseitigung der Abfälle deren Vermeidung und Verwertung stehen müsse. Im selben Jahr führte die Abfallwirtschaft Mannheim in drei Gebieten mit insgesamt etwa 8000 Haushalten einen Versuch mit Biotonnen durch. Die betreffenden Gebiete waren Käfertal-Sonnenschein, Waldhof-West und Vogelstang Südost. 1991 wurde in den Außenbereichen Mannheims und im Bereich Schwetzingerstadt die Papiertonne eingeführt.
1992 bildete die Stadtverwaltung das Amt für Abfallwirtschaft und Stadtreinigung mit den Aufgaben Abfallentsorgung, Straßenreinigung / Winterdienst, Zentrale Verwaltung der städtischen Kraftfahrzeuge und Betrieb öffentlicher Toilettenanlagen.
1999 wurde der Eigenbetrieb Abfallwirtschaftsbetrieb Mannheim gegründet und die Abfallwirtschaft, der Fahrbetrieb und die Werkstätten des Amts für Abfallwirtschaft diesem angeschlossen. Im Jahr 2000 wurde auch die Stadtreinigung in den Eigenbetrieb überführt.
2000 wurden der Abfallwirtschaftsbetrieb Mannheim und das Amt für Abfallwirtschaft Mannheim werden in den Eigenbetrieb Abfallwirtschaft Mannheim überführt. Dadurch sollten Abfallwirtschaft und Stadtreinigung, enger zusammenarbeiten, insbesondere bei der Disposition der Mitarbeiter im Winterdienst. Seit 2003 weitete das Unternehmen die Biotonne als freiwillige aber gebührenpflichtige Leistung flächendeckend aus. 2007 wurde die Papiertonne in der Innenstadt eingeführt, womit für rund 100.000 Haushalte die Bündelsammlung entfiel. 2009 wurde die Sperrmüllabfuhr auf Abruf eingeführt, und die bisherigen turnusmäßigen Sammlungen von Straßensperrmüll eingestellt.
Im Jahr 2020 erfolgte die Umfirmierung der Abfallwirtschaft Mannheim zum Eigenbetrieb Stadtraumservice Mannheim mit Zusammenschluss der Betriebsbereiche Abfallwirtschaft, Grünflächen, Stadtreinigung und Tiefbau.

## Aufgaben
Der Stadraumservice Mannheim gliedert sich in mehrere Betriebsbereiche:
Der Betriebsbereich Planung und Bau ist für den Neubau, den Erhalt und den Betrieb von 800 Kilometern Straßen, Brücken, öffentlichen Plätzen, Wasser- und Gleisbauanlagen sowie von mehr als 200 Ingenieurbauwerken zuständig.
Der Betriebsbereich Grünflächen, Straßenbetrieb und Stadtreinigung kümmert sich um Stadtbäume und Spielplätze, Grünanlagen und die Instandhaltung und Reinigung von Straße. Die Mitarbeiter leeren 4.150 öffentliche Abfallkörbe und reinigen 779 Haltestellen. 
Die Abfallwirtschaft leert wöchentlich mit 37 Müllfahrzeugen rund 112.800 Müllbehälter, entsorgt weitere Abfälle und bietet Abfallberatung an. Sie betreibt Recyclinghöfe in Neckarau und auf der Friesenheimer Insel.

## Inertstoffdeponie
Die vom Stadtraumservice betriebene Deponie Friesenheimer Insel ist eine Reststoffdeponie. Es werden Inertstoffe wie Bauschutt, Straßenaufbruch, Bodenaushub, Gießereialtsande und andere mineralische Abfälle abgelagert. Sie liegt im Nordosten der Friesenheimer Insel, die im Westen vom Rhein und auf der anderen Seite von einer Altrheinschlinge begrenzt wird. Im Süden mündet der Neckar in den Rhein.
Die Deponie erstreckt sich auf eine Länge von etwa 1,5 Kilometer und Breite von etwa 300 bis 400 Meter und setzt sich aus drei Abschnitten und einer Reservefläche zusammen. Davon sind zwei Abschnitte (Urdeponie und Altdeponie) verfüllt. 
Die Urdeponie hat eine Fläche von circa 16,5 Hektar und liegt am nordwestlichen Rand des Deponiegeländes. Sie wurde bis 1975 betrieben. Die Urdeponie ist überwiegend rekultiviert – so auch ein Teil der Altdeponie – und mit dichter Vegetation bedeckt. Die Altdeponie wurde 1975 in Betrieb genommen. Sie umfasst eine Fläche von circa 14 Hektar. Seit 2009 ist sie stillgelegt. Von 2006 bis 2017 wurde die Oberflächenabdichtung und Rekultivierung durchgeführt.
Die Erweiterung IV ist der aktuell betriebene Deponieabschnitt, der 1993 in Betrieb genommen wurde. Dieser Abschnitt ist als Deponie der Klasse II gemäß Deponieverordnung ausgebaut und umfasst 12 ha, von denen 3 ha noch nicht genutzt werden und zur Reserve dienen.

## Tochtergesellschaft
Die ABG Abfallbeseitigungsgesellschaft mbH (ABG) wurde 1981 gegründet. Sie ist eine kommunale GmbH, Gesellschafter sind die Städte Mannheim (99,29 %) und Ludwigshafen (0,71 %). Im Auftrag der Stadt Mannheim betreibt sie die Inertstoffdeponie, den größten Recyclinghof auf Mannheimer Gemarkung und das Problemstoffzwischenlager. Sie kompostiert Grünabfälle auf der eigenen Anlage und nimmt für die MVV Umwelt GmbH Anlieferungen an deren Müllverbrennungsanlage an. Die ABG arbeitet mit ihren 38 Mitarbeitern eng mit der Abfallwirtschaft Mannheim zusammen.